# Sungai Salak (Rambah Samo)
Sungai Salak is een bestuurslaag in het regentschap Rokan Hulu van de provincie Riau, Indonesië. Sungai Salak telt 706 inwoners (volkstelling 2010).